# Henrik Ehlers
Henrik Ehlers (født 1966) er en dansk hockeydommer, der i sin aktive dommerkarriere bl.a. har dømt finalekampe i nogle af de fornemmeste hockeyturneringer som Champions Trophy (Lahore, 1998), European Championship (Barcelona, 2003, og Leipzig, 2005) OL (Beijing 2008) og World Cup (Mönchengladbach, 2006). Fra 1984 til 2009 har han dømt over 650 nationale og 190 internationale hockeykampe.
Henrik Ehlers har været med til fire olympiske lege (1996 Atlanta, 2000 Sydney, 2004 Athen og 2008 Beijing) og dømte bl.a. bronzekampen i 2004 mellem Tyskland og Spanien samt, som karrierens højdepunkt, OL-finalen i Beijing 2008 mellem Tyskland og Spanien. Han har deltaget i tre World Cups (1998 Utrecht (NED), 2002 Kuala Lumpur, 2006 Mönchengladbach).
Ehlers indstillede karrieren i 2009 efter at have dømt sin sidste kamp i december i finalen i Champions Challenge i Salta, Argentina, mellem New Zealand og Pakistan.
Derefter påbegyndtes rollen som FIH Umpires Manager (leder af dommerteamet ved internationale turneringer) og har bestridt denne rolle ved VM i The Hague i 2014 og de Olympiske Lege i Rio 2016.
Nu er Henrik Ehlers chairman for det internationale hockeyforbunds (FIH) Officials Committee med ansvaret for udvikling og appointments af officials og dommere, globalt.
 Der er for få eller ingen kildehenvisninger i denne artikel, hvilket er et problem. Du kan hjælpe ved at angive troværdige kilder til de påstande, som fremføres i artiklen.